# Sculpture de ballons
Pour les articles homonymes, voir Ballon.

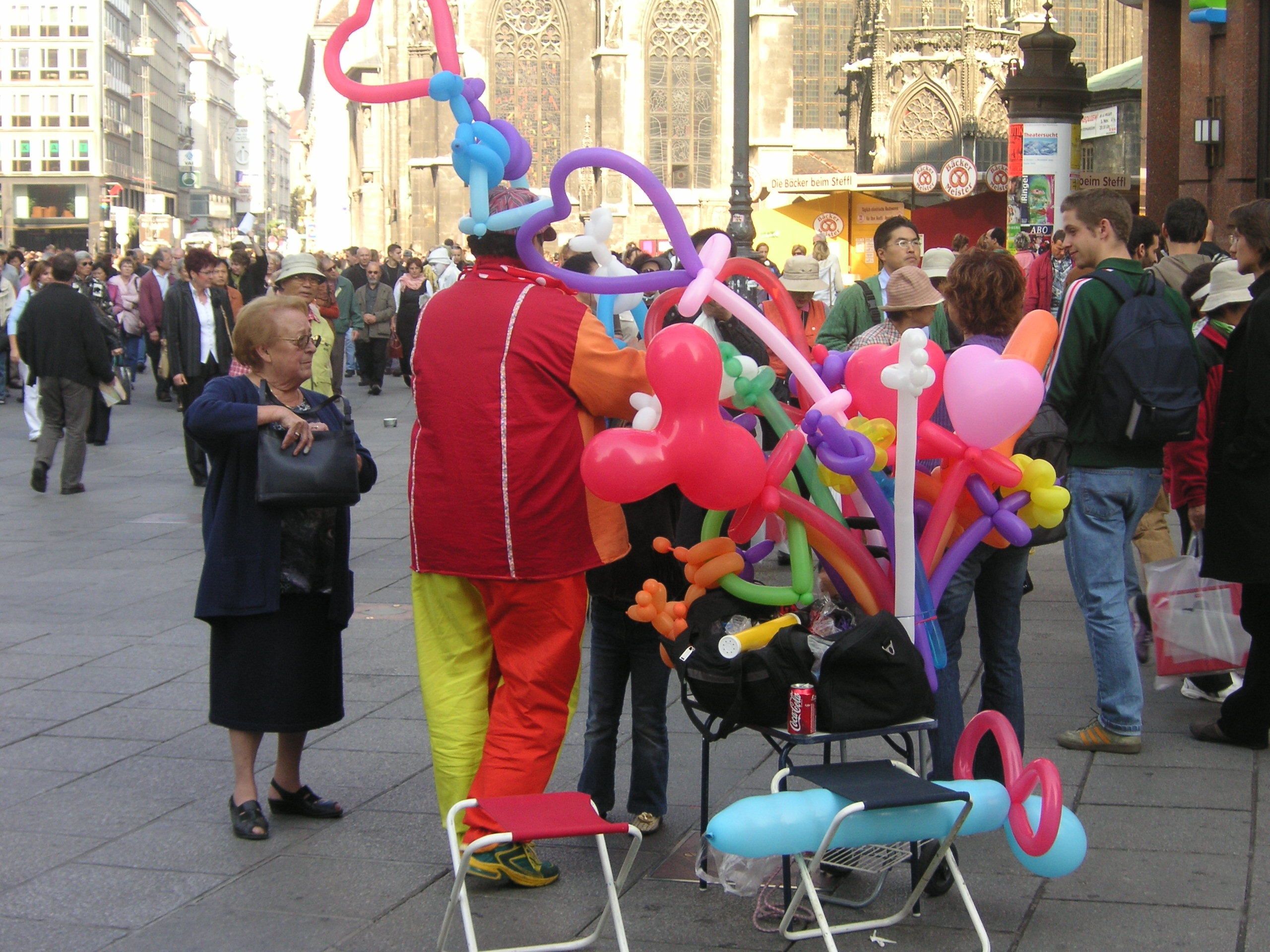
Un sculpteur de ballon à Vienne en Autriche

Les ballons de forme allongée qui permettent de faire des sculptures sont des ballons de latex de diverses longueurs, ils peuvent être gonflés avec une pompe à ballon. La sculpture sur ballons est une succession de torsions effectuées sur le ballon afin de lui donner une forme voulue.

## Type de ballons
Un sculpteur sur ballons utilise plusieurs types de ballons :

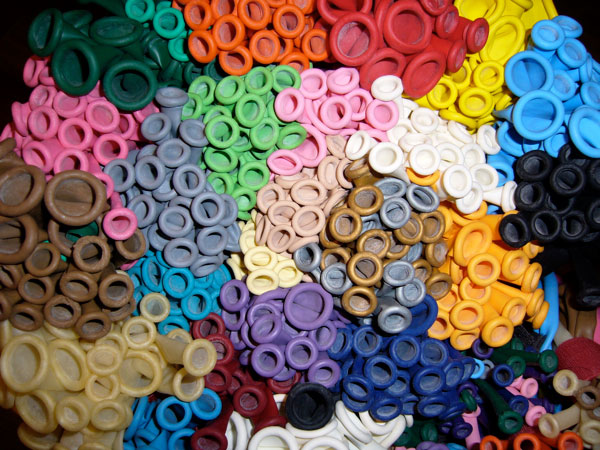
Des ballons.

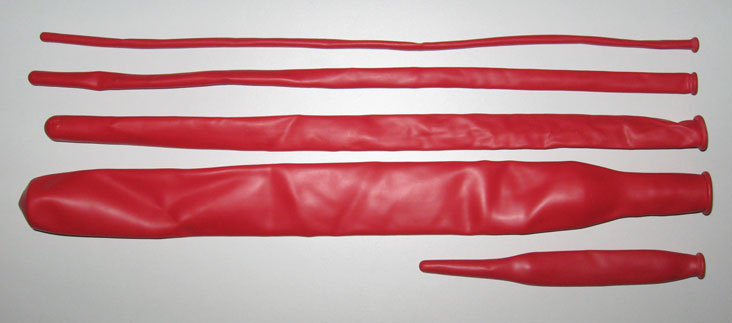
Diverses tailles de ballons (160, 260, 350, 646 et 321)

- Les ballons de modelling (ballons longs) : 160, 260, 350, 646 et corps d'abeille (ou 321)
Ces chiffres représentent la taille des ballons, ainsi 160 signifie que le ballon, une fois gonflé, mesure un diamètre de 1" (1 pouce, soit 2,5 cm)  pour 60" (60 pouces, soit 152 cm) de long.

- Les ballons ronds (les fameuses baudruches) qui eux aussi peuvent être de plusieurs tailles : 5", 11", etc.

- Les formes : Cœurs, Blossoms (Fleur), et Donuts (ballon torique).

Les ballons en latex supportent mal la chaleur et la lumière, et un endroit frais, dans le noir, convient mieux à leur stockage.
La qualité de fabrication est également primordiale pour l'accomplissement des œuvres les plus complexes.
Ainsi les ballons « à bas prix », vendus dans les magasins de jouets ou dans les solderies, s'avèrent vite être inexploitables (résistance trop faible donc forte tendance à éclater).

## Gonflage
Les ballons à modeler sont très difficiles à gonfler, il faut privilégier l'utilisation d'une pompe plutôt que le gonflage à la bouche qui peut comporter des risques dus à la pression (syncope, absorption de talc contenu sur les parois internes, etc.) .

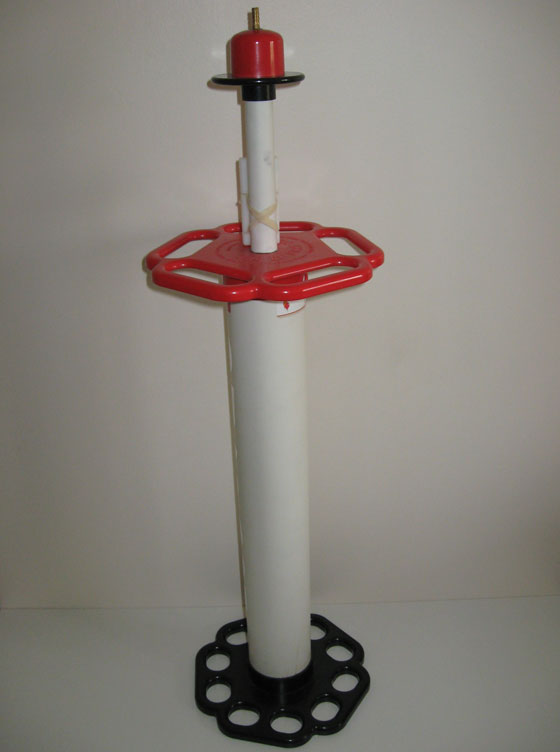
Un modèle de grande pompe à main.

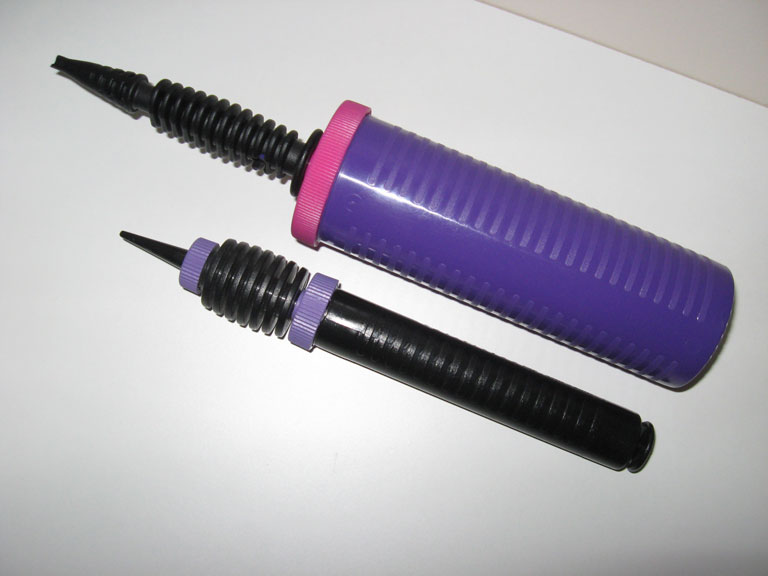
Deux petites pompes à main (gonflage à l'aller comme au retour).

Beaucoup de sculpteurs utilisent des pompes à main, de diverses tailles. 
Certains modèles de pompe à main sont capables de gonfler complètement un ballon de taille 260 en un coup.
L'embout de la pompe est primordial, il doit permettre une bonne introduction du ballon sans le détériorer. Ainsi une pompe peut être plus ou moins adaptée à une taille précise de ballon (160, 260, 350 etc.).
Il existe même des pompes électriques, à brancher sur secteur, ou autonomes sur batterie. Celles-ci restent généralement très bruyantes.
L'explosion du ballon est toujours possible lors du gonflage. Il faut prêter attention à ses yeux et à ses oreilles. Le port de lunettes est recommandé pour un gonflage par la bouche. Les plus jeunes enfants risquent d'être apeurés par la détonation voire de pleurer ce qui peut compromettre la qualité d'une prestation éventuelle.
Pour pouvoir modeler un ballon à sculpter, il ne faut pas le gonfler à 100 %. La partie non gonflée se remplira naturellement d'air lorsque vous commencerez vos premières torsions du côté gonflé. C'est pourquoi il est nécessaire de définir le modèle désiré avant le gonflage du ballon. La quantité d'air à gonfler constitue l'une des premières difficultés lors de toute nouvelle création de l'artiste.
Il est conseillé de dégonfler légèrement le ballon avant de le nouer pour qu'il soit moelleux. Il sera ainsi plus facile à sculpter.
Comme mentionné ci-dessus le gonflage à la bouche peut constituer des risques.
Cependant il existe des techniques ergonomiques pour limiter ces risques.
Ne jamais insister et forcer plus de deux secondes. 

### Les nœuds et boucles
Il existe différents nœuds et boucles :
- Nœud classique : C'est un nœud simple usuel qui sert à fermer le ballon.

- Boucle classique : C'est une boucle simple effectuée sur le ballon.

- Boucle oreille (ou pinch twist) : Une bulle est tournée sur elle-même pour former une oreille semblable à une oreille d'ourson.

Ainsi que différentes bulles :

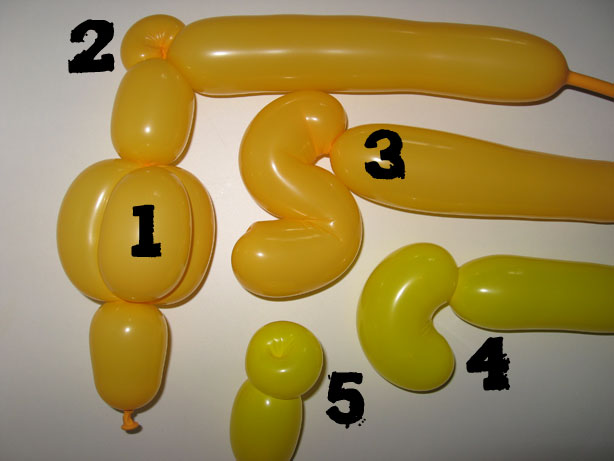
Divers bulles : 1 : corps d'oiseau, 2 : boucle oreille, 3 : bulle en S, 4 : bulle crochet et 5 : bulle tulipe.

- Bulle simple : C'est une bulle formée sur le ballon.

- Bulle tulipe (ou apple twist) : La valve du ballon est repoussée dans celui-ci et une torsion du ballon la maintient à l'intérieur.

- Bulle crochet (ou hook twist) : idem à une bulle tulipe, mais la valve du ballon est repoussée plus loin dans celui-ci, ce qui a pour effet de courber le ballon en forme de crochet.

- Combinaison à 3 bulles (ou corps d'oiseau) : Deux longues bulles sont torsadées entre elles et une troisième est alors passée au travers des deux premières.

- Bulle en "S" : Idem à la bulle crochet mais un changement de direction de la valve à l'intérieur du ballon lors de son introduction permet de donner une forme en S .

### Les constructions en ballons
Les techniques d'utilisation des ballons sont très diverses.
L'assemblage de plusieurs ballons sculptés forme les modèles.
Plusieurs ballons peuvent ainsi être attachés entre eux, ou torsadés ensemble pour obtenir la composition voulue.
On peut également tresser les ballons entre eux afin d'obtenir des surfaces importantes lors de confection de robes ou chapeaux.
La pression plus ou moins importante sur les ballons lors de la construction permet de jouer sur leur taille et leur forme.

## L'apprentissage
Cependant, il existe une multitude de livres (on en trouve dans les librairies) et des DVD pour apprendre la sculpture de ballons.
Souvent ces supports d'apprentissage sont en anglais, mais il existe quelques ouvrages (livre et DVD) en français. 
On trouve généralement ceux-ci dans les boutiques de magie mais aussi dans certains magasins de jonglerie/farces et attrapes.
La sculpture sur ballon demande l'apprentissage des techniques de base, ensuite on peut passer à la réalisation de modèles plus ou moins complexes.
L'essentiel étant au début, de bien assimiler les proportions afin d'avoir des réalisations bien équilibrées, c'est principalement ce critère qui fera des sculptures immédiatement reconnaissables et plaisantes au regard.
Une autre façon d'apprendre consiste à participer aux divers rencontres et congrès sur le thème du ballon. 
Il en existe en France et à l'étranger.

## Les sculptures

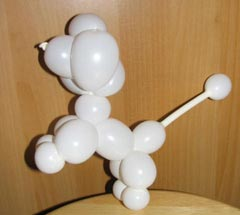
Un caniche.

Beaucoup de sculptures représentent des animaux, des fleurs ou des chapeaux, mais on peut quasiment tout représenter.
La multitude de tailles des ballons disponibles de nos jours ainsi que la variété importante de couleurs permet, par combinaison, la réalisation de véritables œuvres d'art.
Une sculpture de ballon peut être réalisée avec un seul ballon (la plus connue étant le petit caniche), mais on peut utiliser plusieurs ballons, voire réaliser des sculptures géantes avec plusieurs milliers de ballons.

## Les artistes
C'est dans les années 1930 que le magicien Henry Maar présente pour la première fois un numéro  de sculpteur de ballon dans un Music-Hall (Vaudeville aux États-Unis). Il est suivi par Herman Bonnert, qui est le premier à publier un livre sur la sculpture de ballon en 1939. Frank Zacone présente également un très populaire numéro dans les années 1940. Ce sont tous ces artistes qui ont été les pionniers du ballooning.
En Europe, dans les années 1950 les numéros de sculpture de ballons commencent à être à la mode, Freddy Fah en sera l'un des principaux instigateurs, bientôt suivi par d'autres artistes tels que Pierre Jacques, Béniton, Maurice Pierre, Jean Mad. Plus tard, en France, dans les années 1980 Jean Merlin en fera un véritable numéro de cabaret.
De nos jours, il y a de plus en plus d'artistes qui pratiquent la sculpture de ballons.